# Onosma
- Commons
- Wikispecies

Onosma é um gênero de plantas pertencente à família Boraginaceae.